# Герб Мокляків
Герб Моклякі́в — офіційний символ села Мокляки Ємільчинського району Житомирської області, затверджений 7 серпня 2013 р. рішенням № 136 XXI сесії Мокляківської сільської ради VI скликання.

## Опис
На щиті, розтятому зеленим і лазуровим, золотий уширений хрест із подовженим нижнім раменом. База понижено перетята срібним і зеленим; на срібній частині три червоні восьмипелюсткові квітки в стилі української вишивки. Щит обрамований золотим декоративним картушем і увінчаний золотою сільською короною.

## Значення символів
Зелений колір символізує природу Поліського краю, лазур — воду і небо. Золотий хрест символізує християнську релігію. Срібло — символ відкритості, а також полотна, яке здавна ткали жінки. Три червоні квітки в стилі української народної вишивки «хрестик» символізують квітуче життя, зв'язок поколінь, а також три села — Мокляки, Кам'яногірка, Аполлонівка, які входять до складу територіальної громади.
Автор — Яніна Вікторівна Баргилевич.